# Ley del descanso dominical
La Ley del descanso dominical, aprobada por el Congreso de los Diputados, es una ley que sirvió para que en la España de principios del siglo XX se avanzara en favor de los derechos de los trabajadores. Es la que obliga a que no se trabajara los domingos. 
El 3 de marzo de 1904, siendo presidente del gobierno de España Antonio Maura se aprobó finalmente la Ley del descanso dominical, una ley, que con partidarios y detractores, terminaría por imponerse como algo «normal», y que en sí recuperaba el domingo como descanso, ya que durante el siglo XIX habían sido abolidas todas las leyes medievales que imponían los preceptos religiosos y prohibían el trabajo en domingo. Fue (y todavía «es» por precursora) una conquista social, que como todas las reformas, el reconocimiento vendría posteriormente. En el año 2013 ya no es obligación no trabajar los sábados.

## Antecedentes
En las décadas anteriores se había creado en España La comisión de Reformas Sociales, y esta, en 1890 presentó en el congreso la primera Ley del descanso dominical. La ley no fue aprobada ni en ese año, ni en los siguientes, no fue hasta el 12 de diciembre de 1903 el día en el que el congreso aprobó una ley en el que se descansaba los domingos. La ley se promulgó el 3 de marzo de 1904 y entró en vigor el domingo 11 de septiembre, de ese mismo año.

## A favor

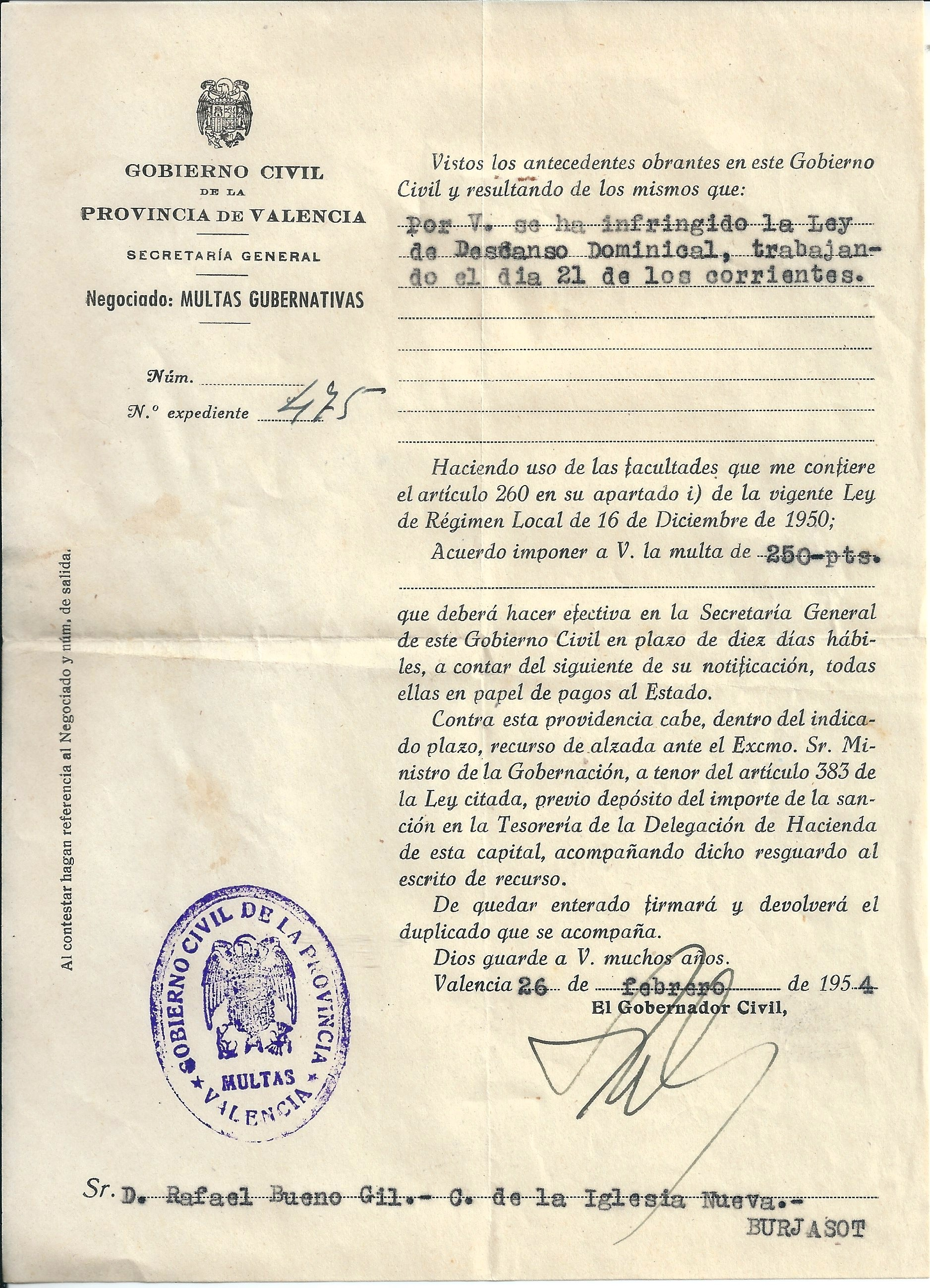
Multa por infringir el descaso dominical, 1954

La lógica de los tiempos en los que corría la ley, era de prever que habría partidarios y detractores. Entre los partidarios, sin contar lógicamente con el gobierno impulsor y sus diputados, que aunque veía que a la ley le faltaba una definición más clara y que no estaba completa, sí que era un logro social para la clase trabajadora, que trabajaba todos los días, exceptos en contadas ocasiones. También se veía bien la ley por parte de la iglesia, porque se guardaba el domingo como era precepto

## En contra
En contra estaba la patronal, que veía que en sus fábricas no se producía y que encima en cuestión a salario, debía ser el mismo aunque no se trabajara. Sinesio Delgado que con tono sarcástico dijo:

¿Qué hago yo en Domingo?

!Qué de hacer¡

Admiro a Maura, que logró extraer

de cada socialista, un clerical,

y tomó parte activa sin querer,

en el aburrimiento universal.

La Iglesia Adventista del Séptimo Día, históricamente ha estado en contra de una ley que restrinja la libertad de poder escoger el día en el cual descansar.
Razones:
1. Cada persona debería tener la plena libertad de escoger qué día descansar, especialmente si éste tiene una connotación religiosa, como es el caso de un descanso dominical.
2. Al estar el día de descanso (domingo) normado por ley, los que por razones religiosas de consciencia han escogido otro día de reposo distinto al domingo, se les restringe la posibilidad de negociar con sus empleadores otro día festivo para su descanso semanal, lo cual los coloca en una insuperable desventaja al momento de postular o mantenerse en un trabajo.
Algunos trabajadores también estuvieron en contra de la ley, sobre todo entre aquellos que cobraban por hora trabajada, ya que un día sin trabajo a ellos les suponía un día sin paga, en una época en la que la necesidad en la clase obrera era muy grande y no se podían permitir un día sin cobrar.

## Quiénes trabajan en domingo por Ley
La lógica de las necesidades hacía que no todos los trabajos fueran iguales, y la ley ,por lo tanto, hacia distinciones entre ellos. En la tabla sólo se muestran algunos trabajos, alguno que otro peculiar:
| Permitido         | Prohibido           |
| ----------------- | ------------------- |
| Tabernas          | Periódicos          |
| Corridas de toros | Comercios           |
| Minería           | Barberías           |
| Siderurgia        | Ministerio públicos |

También habría que añadir que todo aquello que estuviera relacionado con el teatros y espectáculos si estaba permitido. Y tanto estas personas, como aquellas que tenían una obligación de tener que trabajar en domingo, se les tenía que compensar con otro día durante la semana. Así, podemos entender que todos tenían derecho a un día de descanso a la semana, preferiblemente el domingo pero por necesidades podría ser otro.

## Sobre el aburrimiento y otras Tabernas
Al trabajador español se la había dado la oportunidad de tener tiempo para sí mismo, pero la falta de costumbre y la escasa cultura para muchos, el tiempo "extra" que se les había presentado les generaba incomodidad, esta era el «aburrimiento». Debemos entender que después de jornadas de 12 a 18 horas, no sabían qué hacer. Muchos de estos trabajadores acababan en tabernas, tascas o cantinas, y lo que empezó siendo una de las primeras metas de los trabajadores terminó siendo la sepultura económica de muchas familias, ya que estos acababan dilapidando su sueldo en chatos de vino y cañas de cerveza, y la precaria economía se juntaba con hombres embriagados en sus casas. En estos términos se refería un ama de casa al periódico El Imparcial contestando a un periodista:

Mi marido es oficial de panadería y trabajo por su turno desde las siete de la tarde hasta las nueve de la mañana del día siguiente,
claro que durante la noche tenía dos horas de descanso para comer y fumar; y cuando llegaba a casa, descansaba de sus fatigas,
saliendo por la tarde hacia su trabajo bien, atendido bien por mí y por mis hijos. No negaré a usted que siendo un oficio
tan penoso, mi marido se bebía durante la noche, una botella de vino, pero fuera de su trabajo siempre estaba con nosotros y
el domingo lo pasábamos juntos haciendo algún extraordinario.
Como ahora mi marido no trabaja los domingos, sale a las doce de la noche del sábado de la panadería, se reúne con sus amigos
desde bien temprano y ya no le vemos por todo el día, gastándose lo que nos hace falta para vivir. Esto es lo que me ha traído a
esta casa, llena de paz y gloria, la ley del descanso dominical.

El partido socialista intentó, viendo el problema que estaba generando la intoxicación por vino y otros espirituosos, a través del congreso que se prohibiera la apertura de las tabernas e incluso que se suspendieran las corridas de toros que al igual que en las tabernas había crecido el número de usuarios del espectáculo.